# Libérate (libro)
Libérate: la cultura LGTBQ que abrió camino en España es un libro de Valeria Vegas publicado en 2020 por Dos Bigotes, en el que enlista y clasifica a artistas, películas, canciones, salones de fiesta o revistas que fueron clave en la cultura LGTBQ española, en el período de tiempo de finales de la dictadura franquista y los primeros años de democracia. El título hace referencia a la canción de Rafael Conde "El Tití", considerada himno para la comunidad LGTBQ española, y contiene los perfiles, historias y relevancia de Carla Antonelli, Paco España, Alaska, Susana Estrada y Paco Clavel, por ejemplo, así como la película Adela, la primera película española protagonizada por una mujer trans.

## Antecedentes
En entrevistas, Vegas comentó que Libérate es resultado de rendir tributo y justicia a la historia de las personas de la comunidad LGTBQ de España enfocada en entretenimiento, cine y música, ya que los libros disponibles se enfocaban en referentes internacionales, así como enriquecer culturalmente tanto al colectivo LGTB como las personas que están fuera de él.
Su idea era que el libro fuera un manual de consulta, de manera que se pueda revisar sin orden específico. Realizó investigación documental en hemerotecas españolas durante 6 meses para completar escritos e información que ya tenía recopilada en su carrera periodística. El libro inicia en 1961, con el estreno de la película Diferente, la cual destacó por burlar la censura y mostrar de manera explícita códigos simbólicos de la cultura homosexual, y resalta que, aunque existían artistas transformistas y queer, como Pierrot y Paco España, actuaban para las audiencias cis heterosexuales, y que el movimiento LGTB tuvo una explosión en España tras el fin de la dictadura.

## Recepción
Para Sergio Vega, del sitio web Killed by Trend, la obra es un diálogo continuo con el pasado y lo contextualiza de manera brillante. Destaca que hay una continua conmemoración y homenaje hacia aquellas personas que antepusieron su deseo de libertad y autonomía frente al miedo y violencia inclemente.  Raúl de Tena, de Fantastic Mag, resalta la estructura del libro, diccionario de la A a la Z, con un arco temporal que va de los años 70 hasta los 90, con un glosario de referencias previas, como Miguel de Molina. También destaca el balance entre la inclusión de nombres conocidos, como Bibiana Fernández, Pedro Almodóvar y Rocío Jurado, con referencias oscuras y que revelan un trabajo de documentación apasionado y exhaustivo.